# Letter Stiftung
Die Letter Stiftung (Eigenschreibweise: LETTER Stiftung) ist eine in Köln ansässige Stiftung zur Förderung von Kunst und Kultur.

## Geschichte
Die Gründung erfolgte 1993 als rechtsfähige Stiftung des bürgerlichen Rechts. Mit Beginn des Jahres 1994 nahm sie ihre vorrangig operative Tätigkeit auf. Zweck der Stiftung ist die Förderung von Kunst und Kultur einschließlich der damit verbundenen Aspekte von Wissenschaft und Forschung; Förderung Bildender Künstler und ihrer Werke durch die Sammlung, Erhaltung und Pflege sowie die Präsentation künstlerischer Zeugnisse, ferner durch deren wissenschaftliche Dokumentation, Erforschung und Veröffentlichung.
Generelle Aufgabe ist die Beschäftigung mit bislang eher unbekannten Künstlern und Kunstwerken, die bisher oft zu Unrecht im Schatten der heute noch bekannten Meister standen. Inhaltliche Schwerpunkte bilden derzeit – jeweils für den deutschsprachigen Raum – die Bildhauerei zwischen etwa 1780 und 1930, darunter auch die Kunst des Kleinreliefs (Medaillen und Plaketten), sowie Graphik um 1900, ferner der zeitgenössische deutsch-niederländische Kulturaustausch.
Die Forschungsstelle bietet angehenden Kunsthistorikern parallel zum Universitätsstudium die Möglichkeit zur berufsvorbereitenden Mitarbeit in vielen Bereichen des Stiftungswesens, der Forschung, Publikation und Ausstellungstätigkeit.
In EDV-gestützten Dokumentationen werden Bestände der stiftungseigenen Bibliothek erfasst, die derzeit ca. 50.000 Bände zählt und wissenschaftlich Interessierten auf Anfrage im Einzelfalle zur Verfügung steht, ferner Archivmaterialien und Objekte der Kunstsammlung.
In Zusammenarbeit mit öffentlich-rechtlichen Instituten, vorwiegend Museen, denen Objekte der Kunstsammlung als Leihgaben bzw. Dauerleihgaben zur Verfügung stehen, werden Ausstellungen und Publikationen realisiert.
In der Reihe der LETTER Schriften erscheinen Veröffentlichungen vorrangig zur Bildhauerei und zur Graphik des 19. und frühen 20. Jahrhunderts.
Druckgraphisch tätigen Künstlern steht die im Münsterland gelegene LETTER Presse mit allen Einrichtungen der klassischen Künstlerdrucktechniken zu Arbeitsaufenthalten zur Verfügung.

## Mitgliedschaften
- Bundesverband Deutscher Stiftungen
- International Council of Museums
- Deutscher Verein für Kunstwissenschaft
- Arbeitsgemeinschaft Bildhauermuseen und Skulpturensammlungen e. V.

## Stipendien und Preise

### August Hoff-Stipendium für kunsthistorische Forschung
In Erinnerung an den Kunsthistoriker August Hoff (1892–1971), bis zu seiner Entlassung durch die Nationalsozialisten Direktor des Duisburger Museumsvereins – des späteren Wilhelm-Lehmbruck-Museums – und nach 1945 Direktor der Kölner Werkschulen, errichtete die Letter Stiftung das August Hoff-Stipendium für kunsthistorische Forschung.
Es dient der Förderung wissenschaftlicher Arbeiten zu Künstlern und kunsthistorischen Zusammenhängen, die oftmals bislang kein besonderes Interesse der Kunstgeschichtswissenschaft fanden. Vorzugsweise werden Forschungsvorhaben gefördert, die mit den Schwerpunktinteressen der Letter Stiftung zur Bildhauerei zwischen etwa 1780 und 1930 und zur Graphik um 1875 bis 1930 korrespondieren. Die Förderung kann wahlweise auch durch Vergabe eines August Hoff-Preises für kunsthistorische Forschung erfolgen.

### Ludwig Gies-Preis für Kleinplastik
In Erinnerung an den Bildhauer Ludwig Gies (1887–1966), einst mit seinem „Lübecker Kruzifix“ im Mittelpunkt nationalsozialistischer Verfemung sogenannter „Entarteter Kunst“ stehend und später als wohl bedeutendster deutscher Schöpfer von Kleinreliefs (Medaillen und Plaketten) im 20. Jahrhundert gewürdigt, errichtete die Letter Stiftung den Ludwig Gies-Preis für Kleinplastik.
Die Preisverleihung erfolgt regelmäßig im Kontext der Fellbacher Triennale Kleinplastik. Den Preisträgern, die jeweils ein Preisgeld erhalten, wird ein von Hans Karl Burgeff zu diesem Anlass geschaffenes Kleinrelief überreicht. Außerdem erwirbt die Letter Stiftung Werke der Preisträger und stellt sie der Sammlung der Stadt Fellbach sowie dem Museum des jeweiligen Ausstellungskurators als Dauerleihgabe zur Verfügung.
1. Verleihung am 13. Oktober 1995 in Stuttgart, anlässlich der 6. Triennale der Kleinplastik an Tamás Trombitás, Ungarn
2. Verleihung am 16. Oktober 1998 in Stuttgart, anlässlich der 7. Triennale der Kleinplastik an Willem Boshoff, Südafrika und an Stephen Craig, Großbritannien
3. Verleihung am 21. Juli 2001 anlässlich der 8. Triennale Kleinplastik an Martin Assig, Deutschland und an Koken Nomura, Japan
4. Verleihung am 25. Juni 2004 anlässlich der 9. Triennale Kleinplastik an Bethan Huws, Großbritannien und an Jürgen Krause, Deutschland
5. Verleihung am 23. Juni 2007 anlässlich der 10. Triennale Kleinplastik an Jurij Avvakumov, Russland
6. Verleihung am 12. Juni 2010 anlässlich der 11. Triennale Kleinplastik an Mariele Neudecker, Deutschland und an Guy Bar Amotz, Israel
7. Verleihung am 22. Juni 2013 anlässlich der 12. Triennale Kleinplastik an Nathan Coley, Großbritannien
8. Verleihung am 11. Juni 2016 anlässlich der 13. Triennale Kleinplastik an Björn Braun, Deutschland und Att Poomtangon, Thailand
9. Verleihung am 1. Juni 2019 anlässlich der 14. Triennale Kleinplastik an Fabian Feichter, Italien und Flaka Haliti, Kosovo
10. Verleihung am 10. Juni 2022 anlässlich der 15. Triennale Kleinplastik an Viron Erol Vert, Deutschland
11. Verleihung am 24. Mai 2025 anlässlich der 16. Triennale Kleinplastik an Mariechen Danz, Deutschland und an OA Krimmel, Deutschland